# Torgny (Belgio)
Torgny è un ex comune belga, diventato frazione di Rouvroy con l'accorpamento dei comuni avvenuto nel 1977. È attraversato dal fiume Chiers. 
Nel 1996 è stato inserito nella lista dei Plus Beaux Villages de Wallonie (I più bei villaggi della Vallonia).
È la località più meridionale del Belgio.